# Lisses
Lisses è un comune francese di 7 269 abitanti situato nel dipartimento dell'Essonne nella regione dell'Île-de-France.
Questa cittadina è stata resa celebre in quanto luogo in cui ha preso forma il Parkour ed è per questo meta di viaggi da parte di molti traceurs da tutto il mondo.

## Società

### Evoluzione demografica
Abitanti censiti